# Aikatsu Planet!
Aikatsu Planet! (アイカツプラネット! Aikatsu Puranetto!)là một trò chơi sưu tập thẻ arcade trong dòng Data Carddass của Bandai, ra mắt vào mùa đông 2020. Đây là phần tiếp theo của các loạt arcade trước: Aikatsu!, Aikatsu Stars!, Aikatsu Friends! và Aikatsu on Parade!. Trò chơi xoay quanh việc các bộ quần áo khác nhau để giúp các thần tượng vượt qua các buổi thử giọng. Một bộ phim truyền hình anime lai live action cùng tên do Bandai Namco Pictures sản xuất được phát sóng từ ngày 10 tháng 1 đến ngày 27 tháng 6 năm 2021 sau lần trì hoãn hồi năm 2020 do đại dịch COVID-19. Một bộ phim điện ảnh có tựa Genkijouban Aikatsu Panlet! đã được công chiếu vào ngày 15 tháng 7 năm 2022. Aikatsu Planet! được rất nhiều người chào đón và đó là một khởi đầu mới cho nền anime phát triển vượt trội.

## Nội dung
Câu chuyện xoay quanh "Aikatsu Planet!", một thế giới mà bất cứ ai cũng có thể vai trò của một avatar và trở thành một thần tượng dễ thương đáng yêu. Mao Otoha, người đầu tiên, là một học sinh năm nhất học viện tư thục Trường trung học Seirei, trở thành thần tượng số 1 Hana khi người thay thế trước đây của Hana, Meisa Hinata đột nhiên biến mất. Tuy nhiên, vai trò avatar Hana mới của Mao là một bí mật đối với những người khác.họ đã bắt đầu lại từ đầu để bắt đầu con đường thần tượng mới 

## Diễn viên
- Mao Otoha: Kaya Date
- Ruli Tamaki: Rio Ogura
- Kyoko Umekoji: Shizune Nagao
- Shiori Motoya: Rion Watanabe
- Ayumi Tsukishiro: Mizuki
- Ann Kurimu: Amy
- Meisa Hinata: Narumi Uno
- Sala Itoi: Rurika Uno